# Vincenzo Mellini Ponce de León
Vincenzo Mellini Ponce de León, nato Vincenzo Mellini (Rio Marina, 15 dicembre 1819 – Livorno, 13 dicembre 1897), è stato uno storico e ingegnere italiano.

## Biografia
Figlio dell'ufficiale napoleonico Giacomo Mellini e di Lucrezia Ponce de León, è stato direttore delle miniere dell'Elba e studioso della storia dell'isola. Aggiunse il cognome materno quando iniziò a pubblicare i suoi scritti.

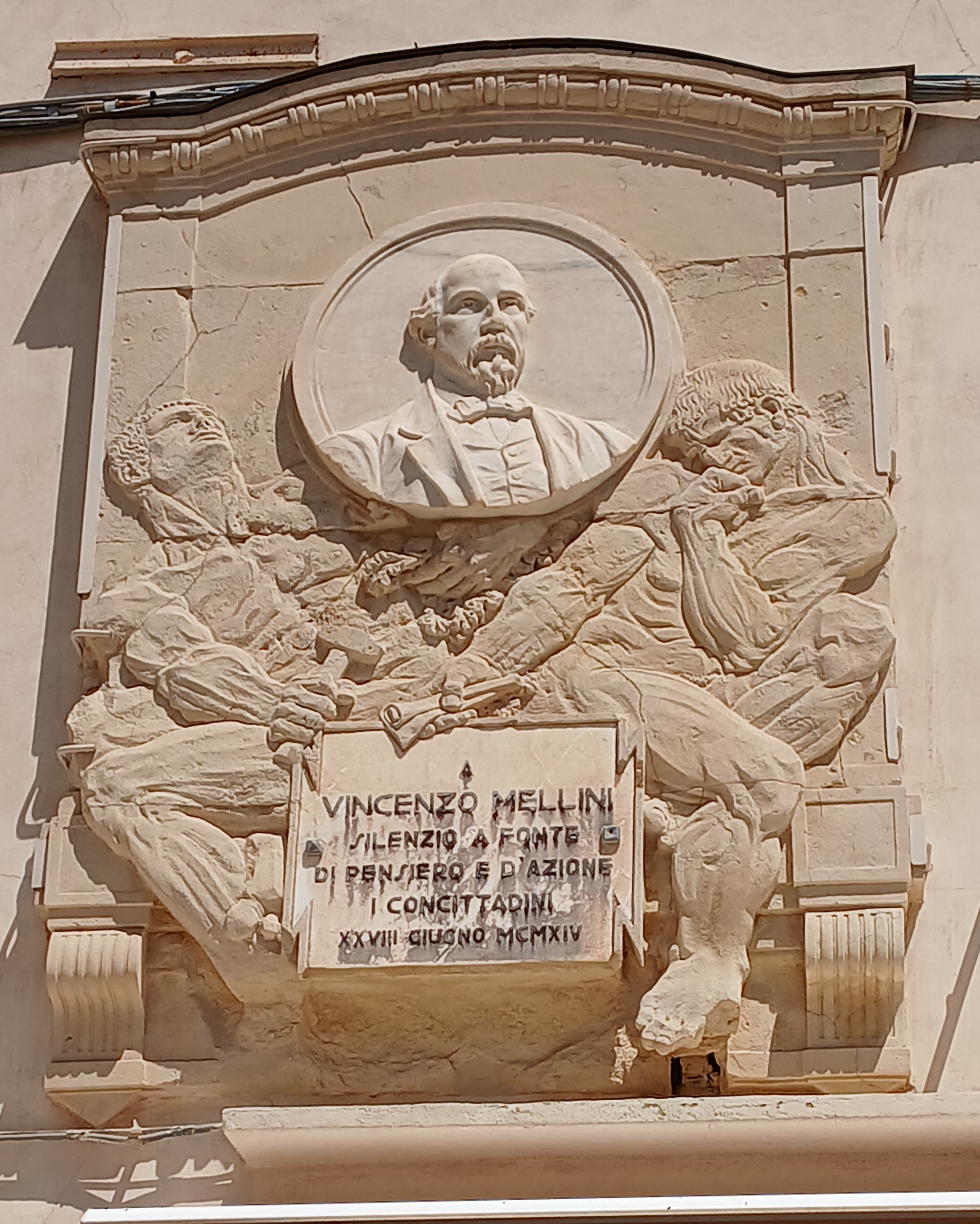
Lapide in memoria di Vincenzo Mellini a Capoliveri

È stato, tra altre pubblicazioni, l'autore di un'imponente opera incompiuta di 18 volumi sull'Elba: Delle memorie storiche dell'isola d'Elba. Di questa solo tre volumi hanno visto le stampe, uno I Francesi all’Elba quando era ancora in vita, gli altri due Parte archeologica ed artistica e Capoliveri pubblicati postumi. Proprio questo comune nel 1914 gli dedicò una lapide commemorativa.
Si sposò nel 1852 con Abelinda Ifer (o Ifner) ed ebbero una figlia e due figli, uno dei quali, Giacomo si dedicò alla politica e, più tardi, alla direzione delle stesse miniere dirette da suo padre.

## Opere
- Vincenzo Mellini Ponce de Leòn, Delle memorie storiche dell’isola d’Elba. Libro quinto. I Francesi all’Elba, Livorno, Tip. di Raffaello Giusti, 1890.
- Vincenzo Mellini Ponce de Leòn, Napoleone I all'isola d'Elba, Firenze, L. S. Olschki, 1962.
- Vincenzo Mellini Ponce de Leòn, Memorie storiche dell’isola d’Elba: parte archeologica ed artistica, a cura di G. Monaco, Firenze, L. S. Olschki, 1965.
- Vincenzo Mellini Ponce de Leòn, Delle memorie storiche dell'isola d'Elba. Capoliveri, Roma, Le opere e i Giorni, 1996.
- Vincenzo Mellini Ponce de Leòn, Saggio di vocabolario del vernacolo elbano, a cura di A. Nesi, Alessandria, Edizioni dell'Orso, 2005.